# Bartolomeo Eustachio
Bartolomé Eustaquio, más conocido como Eustaquio o por su nombre en latín Eustachius (San Severino Marche, c. 1500-Fossombrone, 17 de agosto de 1574), fue un anatomista y médico italiano.

## Biografía
Bartolomé Eustaquio fue profesor en la Universidad de Roma La Sapienza. A él se le debe toda una serie de descubrimientos sobre la anatomía de partes del cuerpo humano como los huesos, los músculos, los nervios, las venas y entre ellos el canal de comunicación del oído medio con la rinofaringe, canal que recibe el nombre de trompa de Eustaquio.

## Descubrimientos científicos
Eustaquio resultó ser un observador sobresaliente de la anatomía humana.
Se le deben una gran cantidad de descubrimientos anatómicos sobre huesos, músculos, nervios, venas. En su trabajo sobre los riñones, descubrió las glándulas suprarrenales, la sustancia cortical y la sustancia tubular de los riñones. También describió el sistema auditivo, y en particular el canal de comunicación entre el oído medio y el retrogusto, que fue descrita en detalle y nombrada en su honor por Valsalva (trompa de Eustaquio). Finalmente, estudió en profundidad la anatomía de los dientes.
La carrera científica de Eustachi también estuvo marcada por una profunda rivalidad con los grandes anatomistas de su tiempo, Mateo Realdo Colombo, Gabriel Falopio y, especialmente, Andrés Vesalio.

## Obras
Publicó las siguientes obras:
- Tabulae anatomicae [Tablas anatómicas], Venecia, 1552;

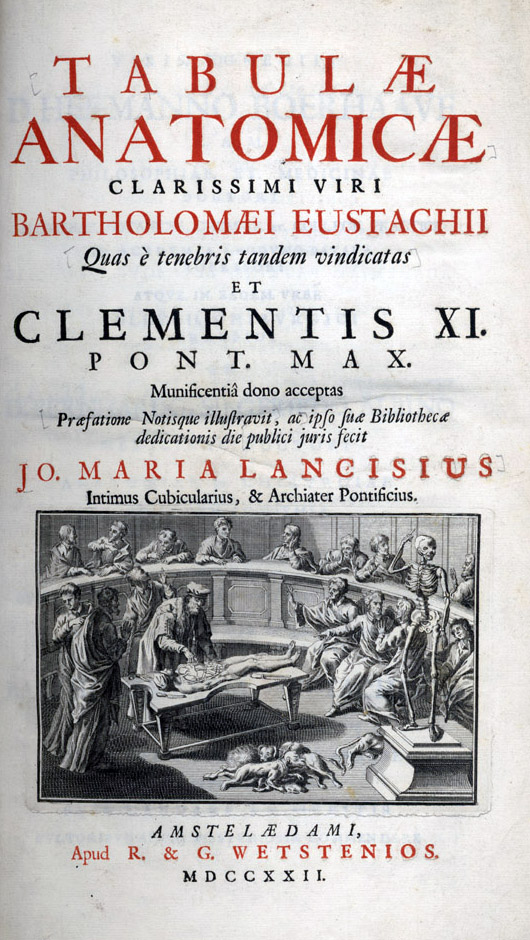
Portada de las Tablas anatómicas de Eustaquio.

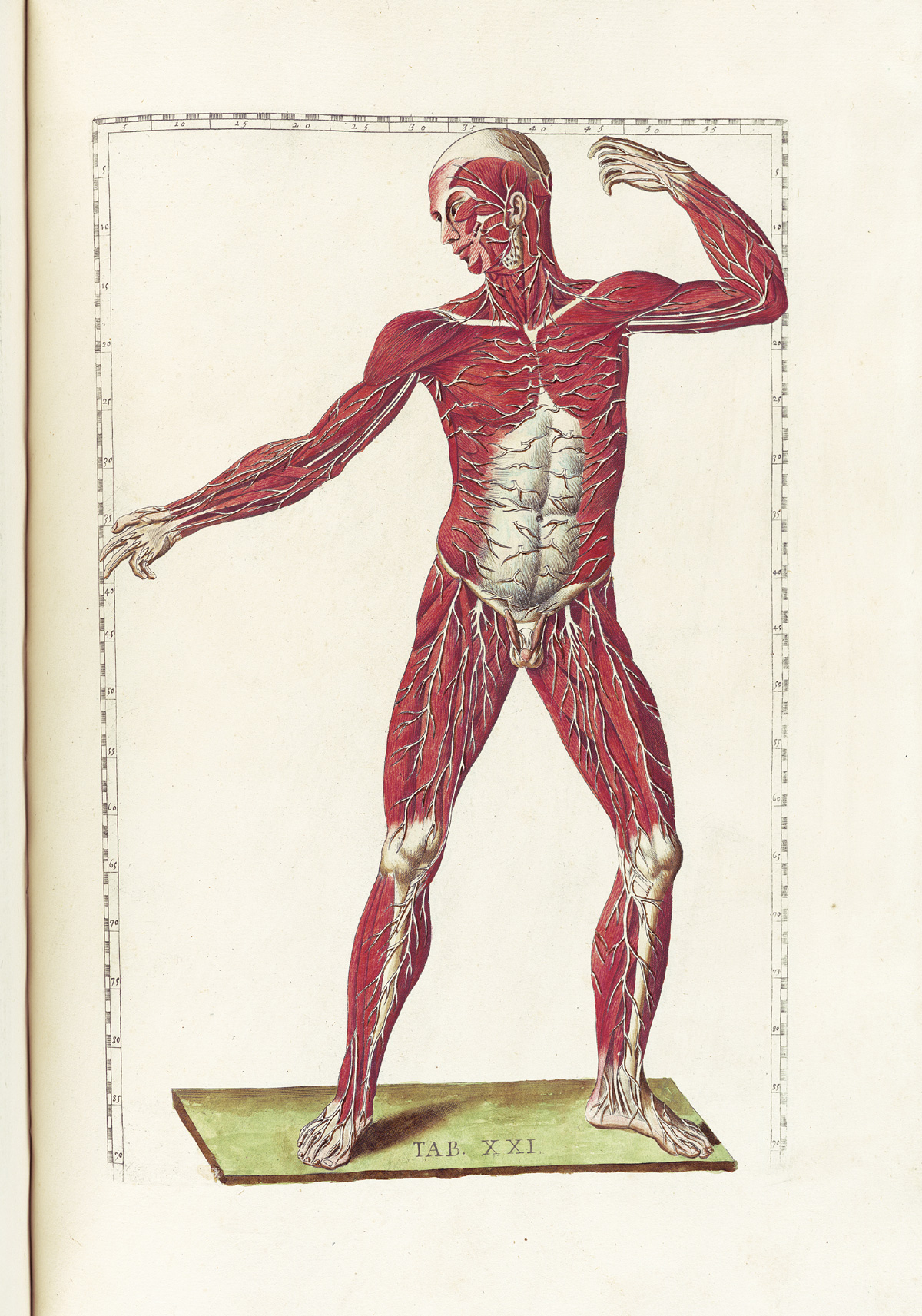
Una de las ilustraciones en las Tablas anatómicas de Eustaquio.

- De Renibus, unas disertaciones 1563;
- Libellus de Dentibus, 1563, que reúne los dos tratados anteriores y cinco tratados nuevos:  De  auditus organis, De motu capitis, De vena sine pari, De vena profunda brachii, Examen ossium. ;
- Opuscula anatomica, 1564, entre los cuales se encuentra la descripción del órgano del oído 1564.
- Tabulae anatomicae, cuya publicación se anunció en los Opuscula en 1564. La obra, inédita a la muerte de Eustachi, no se pudo rastrear hasta principios del siglo XVIII, cuando Lancisi encontró 140 placas en los herederos de Pietro Mattei Pini, y las publicó en 1714. La obra despertó la admiración de muchos anatomistas, quienes la consideraron superior a las obras de su contemporáneo  Vésale.
- De dissensionibus et controversiis anatomicis, un tratado reputado perdido y encontrado en 1972 en la biblioteca de Siena, en el que Eustachi continúa sus críticas a Vésale.

Estas obras, y en particular los Opuscula anatomica y las Tabulae anatomicae, han sido objeto de muchas reimpresiones y traducciones, especialmente en el siglo XVIII, cuando finalmente se reconoció la contribución científica de Eustachi.